# Ettore Tolomei
Ettore Tolomei (16. august 1865 i Rovereto – 25. maj 1952 i Rom) var en italiensk lingvist, fascist og nationalist. Han er kendt som tilhænger af Brennergrænsen og for sin italienisering af Sydtyrol, som omfattede oversættelser af alle stednavne til italiensk, men også oversættelser af familienavne og forbud mod den tyske skole. Hos Sydtyrols tysksprogede befolkning blev han kendt som «Totengräber Südtirols» og «Ortsnamensfälscher» på grund af sine oversættelser af stednavnene i området og sit arbejde for at få området indlemmet i Italien. Det italienske navn på Sydtyrol, Alto Adige, var en af Tolomeis opfindelser.
Fra 1919 var Tolomei medlem af fascistpartiet i Sydtyrol og organiserede fascisternes overtagelse af rådhuset i Bolzano/Bozen i 1922. Han skrev flyveblade med hatpropaganda mod den tysksprogede befolkning i Sydtyrol. Fascisterne udnævnte Tolomei til senator, og i 1938 blev han adlet til Conte della Vetta af Victor Emanuel III.